# Americae
Americae est une revue européenne qui publie des travaux d'archéologie américaine et soutenue par l'Institut des sciences humaines et sociales du CNRS.

## Présentation
Fondée en 2016, Americae est une revue en ligne à comité de lecture et en accès libre. Elle publie les travaux en cours menés en archéologie, ethnoarchéologie et ethnohistoire dans toutes les régions d’Amérique. Elle est destinée à un lectorat international de professionnels.
Les articles publiés sont originaux et visent à présenter des avancées dans le domaine théorique ou méthodologique, ou des résultats inédits dont la portée dépasse le cadre de la région concernée. Des notes de recherche, courtes et ciblés, sont destinées à un public plus spécialisé, et peuvent traiter d’une découverte particulière, présenter les résultats ponctuels d’une analyse, etc. La revue publie également des sélections d’articles présentés lors de forums scientifiques et des « notes de lecture ».
L'objectif d'Americae est de contribuer à une diffusion large et rapide des travaux scientifiques. Les parutions n'entrent pas dans une logique de numéro, elles sont conditionnées par l'actualité archéologique et traitées au fil de l'eau.
La revue est hébergée par le pôle éditorial de la Maison des Sciences de l’homme Mondes (Maison Archéologie & Ethnologie René-Ginouvès avant 2020), sur le campus de l’université Paris-Nanterre.